# Las Breñas
Las Breñas – miasto w Argentynie, położone w południowo-zachodniej części prowincji Chaco.

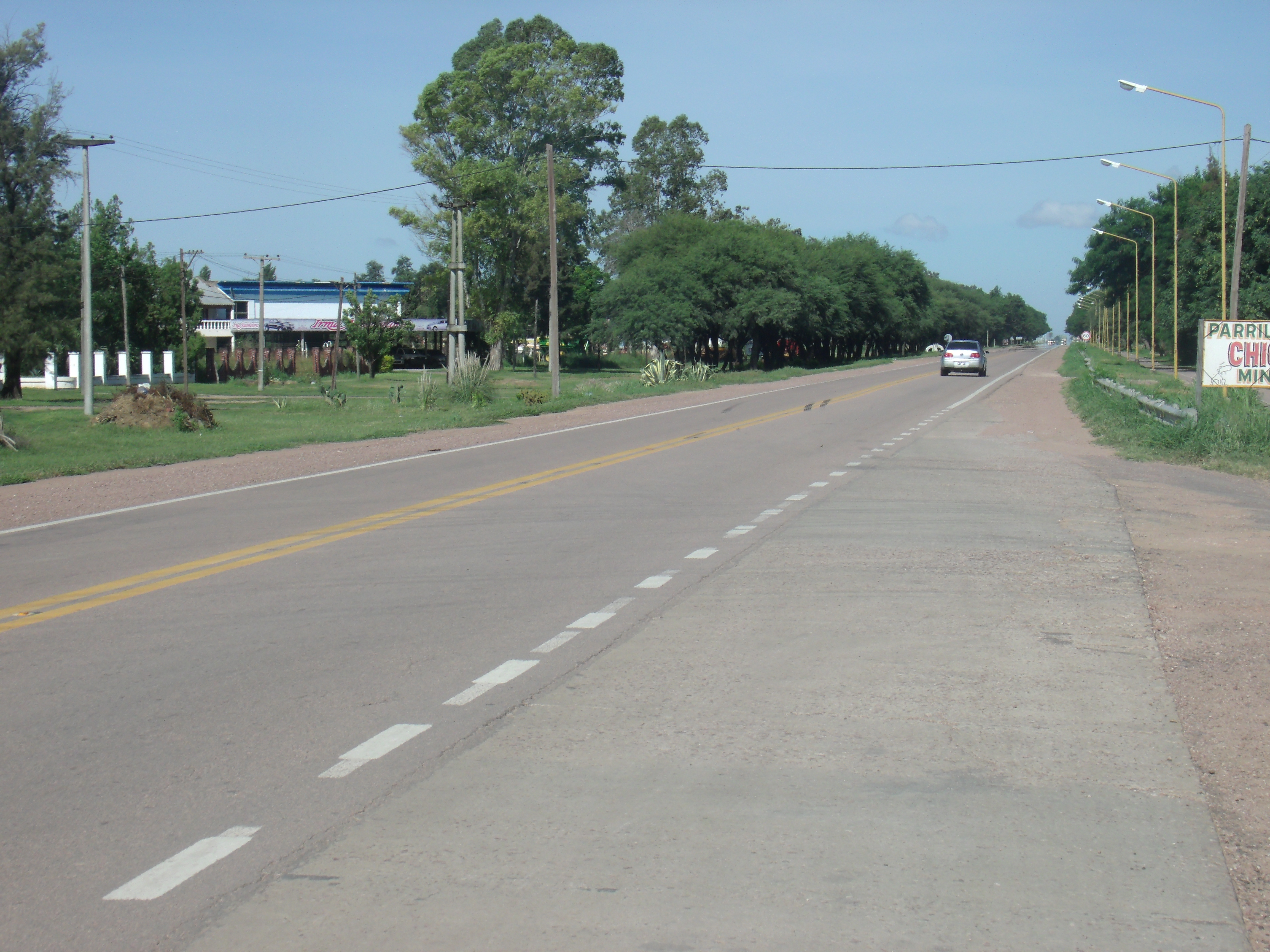
Ruta Nacional 89 w Las Breñas

## Opis
Miejscowość została założona w 1921 roku. Przez miasto przebiegają droga krajowa RP6 i RN89 oraz linia kolejowa.